# Never Again
《Never Again》은 2001년 발매된 이수영의 음반이다. 본격적으로 이수영표 음악이 만들어지기 시작한 음반으로서 프로듀서 MGR과 당시 제작자, 그리고 이수영 본인까지도 최고의 음반으로 뽑는 데 주저하지 않을 정도로 잘 만들어진 앨범이다. 타이틀곡인 〈Never Again〉은 노래의 녹음 된 트랙이 130트랙이 넘는 대곡이라고 한다. 그러나 〈Never Again〉의 반응은 생각보다 뜨겁지 않았고 대중적인 사운드와는 거리가 있었다.
하지만 후속곡으로 선보인 윤종신 작사의 〈스치듯 안녕〉이 다행스럽게도 잔잔히 인기를 유지하면서 이수영이 소포모어 징크스를 겪지 않게 도와주었다.
음반의 사운드는 당시 뉴욕의 최첨단 기술로 마스터링 되어 가요음반답지 않은 풍성한 사운드를 들려줬지만 앨범의 완성도에 심혈을 기울였음에도 불구, 이수영의 전성기적 앨범치고는 다소 낮은 앨범 판매량을 보였다.

## 트랙리스트

### CD1
| #  | 제목                       | 참여 음악가(작사, 작곡, 편곡) 정보                        | 비고        |
| -- | -------------------------- | --------------------------------------------------------- | ----------- |
| 1  | Intro                      | - 작곡, 편곡: 황성제                                      |             |
| 2  | Never Again                | - 작사, 작곡: MGR - 편곡: 황성제                          |             |
| 3  | Interlude 1                | - 작곡, 편곡: 박인영                                      |             |
| 4  | 스치듯 안녕                | - 작사: 윤종신 - 작곡: MGR - 편곡: 황성제                 |             |
| 5  | Interlude 2                | - 작곡, 편곡: 황성제                                      |             |
| 6  | 쟁탈                       | - 작사: MGR, 김혁경 - 작곡: MGR - 편곡: 황성제            |             |
| 7  | Interlude 3                | - 작곡, 편곡: 김영욱                                      |             |
| 8  | Kiss                       | - 작사, 작곡: MGR - 편곡: MGR, 김영욱                     |             |
| 9  | 증오 (Rap featuring Annie) | - 작사: MGR, 김다영 - 작곡, 편곡: 황성제                  |             |
| 10 | 참아보려해                 | - 작사: 이재경 - 작곡, 편곡: 김영욱                       |             |
| 11 | 천년이라도                 | - 작사, 작곡, 편곡: 이종승                                |             |
| 12 | Interlude 4                | - 작곡, 편곡: 황성제                                      |             |
| 13 | 후회                       | - 작사, 작곡: MGR - 편곡: 황성제                          |             |
| 14 | Come To Me                 | - 작사: 이재경 - 작곡, 편곡: 황성제                       |             |
| 15 | Whiter Than The Snow       | - 작사: MGR, 김다영 - 작곡: 이규호 - 편곡: 황성제, 김영욱 |             |
| 16 | Outro                      | - 작곡, 편곡: 황성제                                      |             |
| 17 | Never Again (Instrumental) | - 작곡: MGR - 편곡: 황성제                                | Bonus Track |
| 18 | 스치듯 안녕 (Instrumental) | - 작곡: MGR - 편곡: 황성제                                | Bonus Track |
| 19 | 사랑이 지나가면 (Remake)   |                                                           | CD Only     |
| 20 | Never Again (New Version)  |                                                           | CD Only     |

### CD2
| # | 제목                                        |
| - | ------------------------------------------- |
| 1 | 일본 M/V 촬영 스케치 (Movie Clip)           |
| 2 | 괌 여행 스케치 (Movie Clip)                 |
| 3 | 2집 앨범과 M/V에 관한 인터뷰 (Movie Clip)   |
| 4 | I Believe M/V                               |
| 5 | Goodbye My Love M/V                         |
| 6 | Never Again M/V                             |
| 7 | 스치듯 안녕 M/V (영화 《파이란》 장면 삽입) |
| 8 | 사랑이 지나가면 M/V (이영애 '애수')         |